# Powder Her Face
Powder Her Face (Napudruj jí tvář) je první z oper významného soudobého britského skladatele Thomase Adèse. Vznikla na objednávku britského letního festivalu Almeida Opera (International Festival of Contemporary Music and Performance). Její premiéra proběhla na festivalu v Cheltenhamu v roce 1995. O libreto k opeře skladatel požádal svého přítele, spisovatele a novináře Philipa Henshera. Powder Her Face je komorní opera pro pouhé čtyři pěvce, z nichž každý kromě Vévodkyně sehrává čtyři až sedm rolí. Opera je rozdělená do osmi scén, které nesou v názvu vždy jen letopočet.

## Skandální charakter díla
Skladatel se inspiroval společenským a politickým skandálem, který v 60. letech prolétl Velkou Británií. Jednalo se o rozvod Margaret Campbellové (1912–1993), který proběhl v roce 1963. Její manžel Ian Douglas Campbell našel fotky, na kterých nahá vévodkyně oděná jen do šňůry perel poskytuje orální sex neznámému muži. Určitou senzaci může v některých vyvolat fakt, že i sama opera obsahuje i hudební znázornění orálního sexu a árie explicitně předvádějící sex. Britská rozhlasová stanice Classic FM ji dokonce díky tomu označila za nevhodnou k vysílání. Přesto právě tato scéna patrně udržela po premiéře zájem diváků o tuto operu.

## Charakteristika díla
Dílo je napsáno pro komorní orchestr jehož jádrem je rozšířený smyčcový kvintet. Ten doplňují klarinety, kontrafagot, saxofony, lesní rohy, trombony, harfa, akordeon, klavír a řada bicích nástrojů. Skladatel využil například elektrický zvonek, brzdový kotouč, rybářský vlasec či injekční stříkačku.
Z díla je zřejmá autorova dobrá orientace v zásadních momentech opery 20. století. Všimnout si můžeme třeba vlivu Albana Berga a jeho Lulu, ale i ohlasu Richarda Strausse (viz monolog Vévodovy Milenky, kde se ozvou typické modulace jako z Arabelly). Setkat se ale může i s ohlasy na Stravinského či Ligetiho hudbu.
Jak o Adèsově hudbě říká Marko Ivanović "jeho pojetí hudby je velmi nedogmatické, široké, brání se škatulkování". 

## Premiéra opery v Česku
Českou premiéru měla opera v brněnské Redutě 29. ledna 2016 v nastudování Marka Ivanoviće a v režii Tomáše Studeného.

## Stručný děj opery
Ústřední postavou opery je Vévodkyně, jejíž životní příběh připomíná osud britské šlechtičny Margarety Campbellové, vévodkyně z Argyllu. Děj opera se soustředí na několika epizod ze života Vévodkyně, která došla od statutu módní ikony přes fantastický sňatek, skandální nevěru a rozvod až k zoufalým vzpomínkám na starou slávu a skončila úplně bez peněz.